# Championnat de Belgique de hockey sur glace
Le Championnat de Belgique est la plus haute ligue de hockey sur glace en Belgique. Le championnat existe depuis 1912.

## Histoire

### Depuis 2015: La Bene League
Après la fusion du championnat belge et néerlandais, il est décidé que le titre de Champion de Belgique continue à être remis à l'équipe belge la mieux classée.
A l'issue de la saison 2016-2017, les deux meilleures équipes (Herentals et Liège) sont éliminées en demi-finales de Plays-offs. Une rencontre aller-retour est alors organisée permettant de départager les deux clubs. Le HYC Herentals remporte le championnat 2017.

## Équipes engagées (2018-2019)
| Club                  | Ville     | Province          | Patinoire                   |
| --------------------- | --------- | ----------------- | --------------------------- |
| Bulldogs de Liège     | Liège     | Province de Liège | Patinoire de Liège          |
| IHC Louvain           | Louvain   | Brabant flamand   | IJsbaan Leuven              |
| Phantoms Deurne       | Anvers    | Province d'Anvers | Ijsbaan Ruggerveld          |
| HYC Herentals         | Herentals | Province d'Anvers | Bloso Centrum Netepark      |
| Golden Sharks Malines | Malines   | Province d'Anvers | Ice Skating Center Mechelen |

## Palmarès
| #   | Édition   | Vainqueur                              | Titre |
| --- | --------- | -------------------------------------- | ----- |
| 1   | 1911-1912 | Brussels IHSC                          | 1er   |
| 2   | 1912-1913 | Brussels IHSC                          | 2e    |
| 3   | 1913-1914 | Cercle des Patineurs de Bruxelles      | 1er   |
|     | 1914-1919 | Pas de compétition                     |       |
| 4   | 1919-1920 | Cercle des Patineurs de Bruxelles      | 2e    |
| 5   | 1920-1921 | Cercle des Patineurs de Bruxelles      | 3e    |
| 6   | 1921-1922 | Saint Sauveur IHC                      | 1er   |
| 7   | 1922-1923 | Brussels IHSC                          | 3e    |
| 8   | 1923-1924 | Le Puck d’Anvers                       | 1er   |
| 9   | 1924-1925 | Le Puck d’Anvers                       | 2e    |
| 10  | 1925-1926 | Le Puck d’Anvers                       | 3e    |
| 11  | 1926-1927 | Le Puck d’Anvers                       | 4e    |
| 12  | 1927-1928 | Le Puck d’Anvers                       | 5e    |
| 13  | 1928-1929 | Cercle des Patineurs Anversois         | 1er   |
|     | 1929-1933 | Pas de compétition                     |       |
| 14  | 1933-1934 | Cercle des Patineurs Anversois         | 2e    |
| 15  | 1934-1935 | Cercle des Patineurs Anversois         | 3e    |
| 16  | 1935-1936 | Cercle des Patineurs Anversois         | 4e    |
| 17  | 1936-1937 | Cercle des Sports d’Hiver de Bruxelles | 1er   |
| 18  | 1937-1938 | Brussels IHSC                          | 4e    |
| 19  | 1938-1939 | Cercle des Sports d’Hiver de Bruxelles | 2e    |
| 20  | 1939-1940 | Brussels IHSC                          | 5e    |
| 21  | 1940-1941 | Brussels IHSC                          | 6e    |
| 22  | 1941-1942 | Brussels IHSC                          | 7e    |
| 23  | 1942-1943 | Brussels IHSC                          | 8e    |
| 24  | 1943-1944 | Brussels IHSC                          | 9e    |
| 25  | 1944-1945 | Brussels IHSC                          | 10e   |
| 26  | 1945-1946 | Cercle des Patineurs Unis              | 1er   |
| 27  | 1946-1947 | Brussels IHSC                          | 11e   |
| 28  | 1947-1948 | Brussels IHSC                          | 12e   |
| 29  | 1948-1949 | Cercle des patineurs liégeois          | 1er   |
| 30  | 1949-1950 | Brabo IHC                              | 1er   |
| 31  | 1950-1951 | Entente Saint-Sauveur de Bruxelles     | 1er   |
| 32  | 1951-1952 | Brabo IHC                              | 2e    |
| 33  | 1952-1953 | Brabo IHC                              | 3e    |
| 34  | 1953-1954 | Brabo IHC                              | 4e    |
| 35  | 1954-1955 | Anvers IHC                             | 1er   |
| 36  | 1955-1956 | Anvers IHC                             | 2e    |
| 37  | 1956-1957 | Anvers IHC                             | 3e    |
| 38  | 1957-1958 | Anvers IHC                             | 4e    |
| 39  | 1958-1959 | Anvers IHC                             | 5e    |
| 40  | 1959-1960 | Cercle des patineurs liégeois          | 2e    |
| 41  | 1960-1961 | Cercle des patineurs liégeois          | 3e    |
| 42  | 1961-1962 | Bruxelles IHSC                         | 13e   |
| 43  | 1962-1963 | Cercle des patineurs liégeois          | 4e    |
| 44  | 1963-1964 | Cercle des patineurs liégeois          | 5e    |
| 45  | 1964-1965 | Cercle des patineurs liégeois          | 6e    |
| 46  | 1965-1966 | Olympia IHC                            | 1er   |
| 47  | 1966-1967 | Olympia IHC                            | 2e    |
| 48  | 1967-1968 | Bruxelles IHSC                         | 14e   |
| 49  | 1968-1969 | Olympia IHC                            | 3e    |
| 50  | 1969-1970 | Bruxelles IHSC                         | 15e   |
| 51  | 1970-1971 | Bruxelles IHSC                         | 16e   |
| 52  | 1971-1972 | Cercle des patineurs liégeois          | 7e    |
| 53  | 1972-1973 | Cercle des patineurs liégeois          | 8e    |
| 54  | 1973-1974 | Cercle des patineurs liégeois          | 9e    |
| 55  | 1974-1975 | Bruxelles IHSC                         | 17e   |
| 56  | 1975-1976 | Bruxelles IHSC                         | 18e   |
| 57  | 1976-1977 | Bruxelles IHSC                         | 19e   |
| 58  | 1977-1978 | Bruxelles IHSC                         | 20e   |
| 59  | 1978-1979 | Olympia Heist op den Berg              | 1er   |
| 60  | 1979-1980 | Bruxelles IHSC                         | 21e   |
| 61  | 1980-1981 | HYC Herentals                          | 1er   |
| 62  | 1981-1982 | Bruxelles IHSC                         | 22e   |
| 63  | 1982-1983 | Olympia Heist op den Berg              | 2e    |
| 64  | 1983-1984 | HYC Herentals                          | 2e    |
| 65  | 1984-1985 | HYC Herentals                          | 3e    |
| 66  | 1985-1986 | Olympia Heist op den Berg              | 3e    |
| 67  | 1986-1987 | Olympia Heist op den Berg              | 4e    |
| 68  | 1987-1988 | Olympia Heist op den Berg              | 5e    |
| 69  | 1988-1989 | Olympia Heist op den Berg              | 6e    |
| 70  | 1989-1990 | Olympia Heist op den Berg              | 7e    |
| 71  | 1990-1991 | Olympia Heist op den Berg              | 8e    |
| 72  | 1991-1992 | Olympia Heist op den Berg              | 9e    |
| 73  | 1992-1993 | HYC Herentals                          | 4e    |
| 74  | 1993-1994 | HYC Herentals                          | 5e    |
|     | 1994-1995 | Pas de compétition                     |       |
| 75  | 1995-1996 | Griffoens Geel                         | 1er   |
| 76  | 1996-1997 | HYC Herentals                          | 6e    |
| 77  | 1997-1998 | HYC Herentals                          | 7e    |
| 78  | 1998-1999 | Olympia Heist op den Berg              | 10e   |
| 79  | 1999-2000 | Phantoms Deurne                        | 1er   |
| 80  | 2000-2001 | Phantoms Deurne                        | 2e    |
| 81  | 2001-2002 | HYC Herentals                          | 8e    |
| 82  | 2002-2003 | Phantoms Deurne                        | 3e    |
| 83  | 2003-2004 | Olympia Heist op den Berg              | 11e   |
| 84  | 2004-2005 | IHC Louvain                            | 1er   |
| 85  | 2005-2006 | White Caps Turnhout                    | 1er   |
| 86  | 2006-2007 | White Caps Turnhout                    | 2e    |
| 87  | 2007-2008 | White Caps Turnhout                    | 3e    |
| 88  | 2008-2009 | HYC Herentals                          | 9e    |
| 89  | 2009-2010 | IHC Louvain                            | 2e    |
| 90  | 2010-2011 | White Caps Turnhout                    | 4e    |
| 91  | 2011-2012 | HYC Herentals                          | 10e   |
| 92  | 2012-2013 | IHC Louvain                            | 3e    |
| 93  | 2013-2014 | Bulldogs de Liège                      | 1er   |
| 94  | 2014-2015 | Phantoms Deurne                        | 4e    |
| 95  | 2015-2016 | HYC Herentals                          | 11e   |
| 96  | 2016-2017 | HYC Herentals                          | 12e   |
| 97  | 2017-2018 | HYC Herentals                          | 13e   |
| 98  | 2018-2019 | HYC Herentals                          | 14e   |
| 99  | 2019-2020 | HYC Herentals                          | 15e   |
|     | 2020-2021 | Pas de compétition                     |       |
| 100 | 2021-2022 | Bulldogs de Liège                      | 2e    |
| 101 | 2022-2023 | Bulldogs de Liège                      | 3e    |
| 101 | 2023-2024 | Bulldogs de Liège                      | 4e    |
| 102 | 2024-2025 | Bulldogs de Liège                      | 5e    |

## Classement champion de Belgique
| Titres | club | année |
| ------ | --- | --- |
| 23     | Brussels Royal IHSC 1911–1948 Brussels IHSC 1948–1954 Entente Saint-Sauveur 1954–1966 Brussels IHSC 1966–1970 Brussels IHSC Poseidon | 1912, 1913, 1923, 1938, 1940, 1941, 1942, 1943, 1944, 1945, 1947, 1948, 1951, 1962, 1968, 1970, 1971, 1975, 1976, 1977, 1978, 1980, 1982 |
| 15     | HYC Herentals | 1981, 1984, 1985, 1993, 1994, 1997, 1998, 2002, 2009, 2012, 2016, 2017, 2018, 2019, 2020                                                 |
| 11     | Olympia Heist op den Berg | 1979, 1983, 1986, 1987, 1988, 1989, 1990, 1991, 1992, 1999, 2004                                                                         |
| 10     | Cercle des patineurs liégeois | 1949, 1955, 1960, 1961, 1963, 1964, 1965, 1972, 1973, 1974                                                                               |
| 5      | Bulldogs de Liège | 2014, 2022, 2023, 2024, 2025 |
| 5      | Le Puck d’Anvers | 1924, 1925, 1926, 1927, 1928 |
| 4      | White Caps Turnhout | 2006, 2007, 2008, 2011 |
| 4      | Antwerp Phantoms | 2000, 2001, 2003, 2015 |
| 4      | Antwerp Ice Hockey Club | 1956, 1957, 1958, 1959 |
| 4      | Brabo IHC | 1950, 1952, 1953, 1954 |
| 4      | Cercle des Patineurs Anversoises | 1929, 1934, 1935, 1936 |
| 3      | Cercle des Patineurs de Bruxelles | 1914, 1920, 1921 |
| 3      | Olympia IHC | 1966, 1967, 1969 |
| 3      | Chiefs Leuven | 2005, 2010, 2013 |
| 2      | Cercle des Sports d’Hiver de Bruxelles                                                                                               | 1937, 1939 |
| 1      | Saint Sauveur IHC | 1922 |
| 1      | Cercle des Patineurs Unis | 1946 |
| 1      | Griffoens Geel | 1996 |